# Hôtel de la Chambre
El Hôtel de la Chambre des Députés (que quiere decir: Palacio de la Cámara de Diputados o bien "Salón de la Cámara de Diputados") es el lugar de reunión de la legislatura nacional luxemburguesa, la Cámara de Diputados, en la Ciudad de Luxemburgo, en el sur de Luxemburgo.
Se encuentra en Krautmaart, una calle de forma irregular en el centro histórico de la ciudad, en el barrio "Ville Haute". Al lado de la Cámara esta el Gran Palacio Ducal, residencia oficial del Gran Duque de Luxemburgo. Debido a la ubicación del hotel, 'Krautmaart' se ha convertido en una metonimia de la propia Cámara de Diputados. 
La construcción comenzó el 27 de julio de 1858, y fue inaugurada el 30 de octubre de 1860.